# Chaitophorus hokkaidensis
Chaitophorus hokkaidensis är en insektsart. Chaitophorus hokkaidensis ingår i släktet Chaitophorus och familjen långrörsbladlöss. Inga underarter finns listade i Catalogue of Life.